# Aleksandr Dobrochotow
Aleksandr Lwowicz Dobrochotow (ros. Алекса́ндр Льво́вич Доброхо́тов; ur. 8 września 1950 we Lwowie) – radziecki i rosyjski historyk filozofii, filozof i kulturoznawca, ojciec dziennikarza i działacza społecznego Romana Dobrochotowa.

## Życiorys
W 1972 roku ukończył studia na Wydziale Filozofii Moskiewskiego Uniwersytetu Państwowego i pozostał na aspiranturze tejże uczelni. W 1978 roku obronił pracę kandydacką pt. „Nauka Parmenidesa o bycie” (ros. Учение Парменида о бытии). Za czasów ZSRR na Wydziale Filozofii Moskiewskiego Uniwersytetu Państwowego Dobrochotow był jedynym wykładowcą, nie będącym członkiem Komunistycznej Partii Związku Radzieckiego. W 1991 uzyskał stopień doktora nauk filozoficznych na podstawie rozprawy pt. „Kategoria bytu w antycznej filozofii okresu klasycznego” (ros. Категория бытия в античной философии классического периода). W latach 1996–1997 był profesorem wizytującym Uniwersytetu Genewskiego. Do 2009 roku kierował katedrą historii i teorii kultury na Wydziale Filozofii Uniwersytetu Moskiewskiego. W tym samym roku objął stanowisko profesora Wyższej Szkoły Ekonomii w Moskwie. Zna angielski, niemiecki, francuski, włoski, starogrecki i łacinę. Jednym z uczniów Dobrochotowa jest Andriej Kurajew.
We wrześniu 2021 przed jesiennymi wyborami do rosyjskiej Dumy w ramach represji wobec „wrogich władzy ekstremistów” policja przeprowadziła rewizję w mieszkaniu Aleksandra Dobrochotowa, który wraz z żoną został zabrany na przesłuchanie w związku ze sprawą karną przeciwko swemu synowi, redaktorowi naczelnemu portalu The Insider, wpisanego przez władze rosyjskie na listę „mediów-zagranicznych agentów”.